# アスコキタ
アスコキタ(Ascochyta)は、植物に対して病原性を示す子嚢菌の1属。

## 形態
葉、果実、茎など生きた植物体に寄生する糸状菌で、組織の表層に暗色の分生子殻(pycnidia)を造り、その中に分生子(conidia)が生じる。種によっては枯れた植物体に腐生するものもある。分生子殻は直径100～300µm程度の全体的に丸みを帯びた袋状の構造で、壁の厚い暗色の細胞から成る偽柔組織状の壁(peridium)を持ち、頂部には直径15～20µm程度の丸い穴があく。分生子は円柱形や紡錘形など様々な形をしており、大きさは幅2µm×長さ4µm程度から、幅10µm×長さ40µmを越えるものまで様々である。分生子柄(conidiophore)はない。有性世代では分生子殻と同様の偽子嚢殻(pseudothecia)中に、子嚢胞子8つを含む二重壁の子嚢を多数生じる。子嚢は円筒状から棍棒状、または袋状で、短い柄がつくときもある。子嚢間には偽側糸(pseudoparaphysis)が認められるが成熟に伴い消失する。子嚢胞子は有節でくびれている以外に目立った構造上の特徴はなく、無色か淡色だが子嚢から放出されると褐変することもある。

## 生活環
葉や落葉の分生子殻で越冬し、春以降に分生子が新葉や若い茎などに侵入する。次第に病斑が形成され、その中に点状に分生子殻ができる。分生子殻から押し出された分生子は、風雨によって飛散し新しい植物体へと伝染を繰り返す。有性世代が形成される場合があり、生じる子嚢胞子も伝染源となりうる。

## 分類
伝統的な分類体系では、組織に埋没した暗色の分生子殻を形成することから不完全菌門(Deuteromycota)分生子果不完全菌綱(Coelomycetes)スファエロプシス目スファエリオイド科の所属とされ、およそ300種ほどが認識されていた。
従来のAscochyta属および形態のよく似たPhoma属は、分子系統解析の結果から多系統であることが示され、それに基づき整理が進められ多数の属へと分割された。また高位分類も分子系統に基づく体系に移行し、子嚢菌門クロイボタケ綱プレオスポラ目ディディメラ科の所属となっている。その結果狭義のAscochyta属は、タイプ種であるA. pisiと近縁な十数種に限られている。
主要なものを挙げれば、
- A. fabae ソラマメ褐斑病
- A. lentis レンズマメの褐斑病
- A. medicaginicola アルファルファ茎枯病 (Phoma medicaginis)
- A. pisi エンドウ褐斑病
- A. rabiei ヒヨコマメの褐斑病
- A. viciae ソラマメ褐紋病

従来アスコキタ属に所属していた種のうち主なものとしては、
- Didymella pinodes (A. pinodes) エンドウ褐紋病
- Stagonosporopsis trachelii (A. bohemica) カンパニュラ褐斑病
- Stagonosporopsis chrysanthemi (A. chrysanthemi) キク花腐病

などがある。